# Трёхселище
Трёхселище — деревня в Сергиево-Посадском районе Московской области России, входит в состав сельского поселения Селковского.

## Население
| 1835 | 1850 | 1857 | 1859 | 1895 | 1905 | 1926 | 2002 |
| ---- | ---- | ---- | ---- | ---- | ---- | ---- | ---- |
| 100  | ↗122 | ↗126 | ↗132 | ↘122 | ↘67  | ↗83  | ↗208 |
| 2006 | 2010 |      |      |      |      |      |      |
| ↘202 | ↗208 |      |      |      |      |      |      |

## География
Деревня Трёхселище расположена на севере Московской области, в северо-восточной части Сергиево-Посадского района, примерно в 79 км к северу от Московской кольцевой автодороги и 28 км к северу от станции Сергиев Посад Ярославского направления Московской железной дороги.
В 14 км юго-восточнее деревни проходит Ярославское шоссе М8, в 19 км к юго-западу — Московское большое кольцо А108, в 3 км к западу — автодорога Р104. Ближайшие населённые пункты — деревни Климово и Малые Дубравы.
К деревне приписаны 4 садоводческих товарищества (СНТ).
Связана автобусным сообщением с городом Сергиевым Посадом.

## История

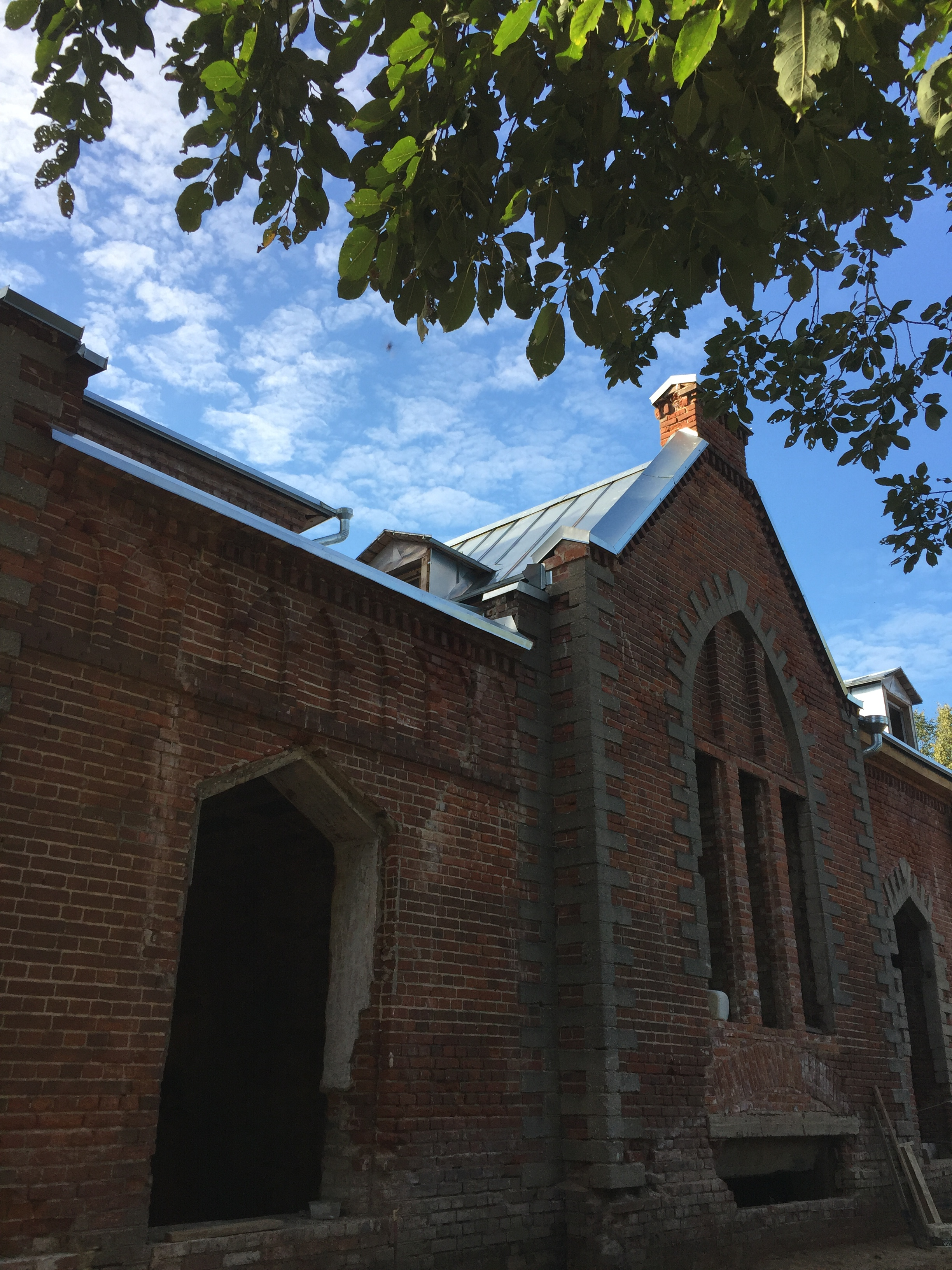
Бывшее здание вокзала в с. Трехселище

Деревня была населена выходцами из Московской, Нижегородской и Костромской губерний, в связи с чем получила своё название.
В «Списке населённых мест» 1862 года — владельческое сельцо 2-го стана Переяславского уезда Владимирской губернии по правую сторону Углицкого просёлочного тракта от границы Александровского уезда к Калязинскому, в 53 верстах от уездного города и становой квартиры, при пруде, с 14 дворами и 132 жителями (67 мужчин, 65 женщин).
По данным на 1895 год — деревня Хребтовской волости Переяславского уезда с 122 жителями (56 мужчин, 66 женщин). Основными промыслами населения являлись возка лесного материала из соседних лесных дач в Сергиевский посад и пилка дров, 6 человек уезжало в качестве фабричных рабочих на отхожий промысел в Москву и уезды.
По материалам Всесоюзной переписи населения 1926 года — деревня Малинковского сельсовета Хребтовской волости Сергиевского уезда Московской губернии в 5,3 км от Угличско-Сергиевского шоссе и 28,8 км от станции Сергиево Северной железной дороги; проживало 83 человека (40 мужчин, 43 женщины), насчитывалось 20 хозяйств (19 крестьянских); в совхозе «Трёхселище» 41 человек и 12 крестьянских хозяйств.
С 1929 года — населённый пункт Московской области в составе:
- Трёхселищенского сельсовета Константиновского района (1929—1939)[16],
- Новошурмовского сельсовета Константиновского района (1939—1957)[17],
- Новошурмовского сельсовета Загорского района (1957—1959)[18],
- Торгашинского сельсовета Загорского района (1959—1963, 1965—1991)[19][20],
- Торгашинского сельсовета Мытищинского укрупнённого сельского района (1963—1965)[21][20],
- Торгашинского (до 09.01.1991) и Селковского сельсоветов Сергиево-Посадского района (1991—1994)[20],
- Селковского сельского округа Сергиево-Посадского района (1994—2006)[22],
- сельского поселения Селковского Сергиево-Посадского района (2006 — н. в.)[23][24].